# Die Bräute meiner Söhne
Die Bräute meiner Söhne war eine deutsche Fernsehserie. Die einzige Staffel hatte 13 Folgen und wurde vom 5. November 1965 bis zum 4. Februar 1966 im ZDF ausgestrahlt.

## Handlung
Hedi Seibold ist alleinerziehende Mutter und kümmert sich um die Sorgen und Nöte von vier heranwachsenden Söhnen. Da ist der älteste Sohn Freddy, Abiturient Thomas, der siebzehnjährige Männi und der Jüngste, Paulchen. Mit zunehmendem Alter interessieren die Söhne sich immer mehr für Mädchen, was dazu führt, dass auch Hedi mit dem Liebesleben ihrer Söhne konfrontiert wird. Unterstützung erhält sie dabei von Onkel Karl.

## Episodenliste
| Folge | Titel                               | Erstausstrahlung |
| ----- | ----------------------------------- | ---------------- |
| 1     | Wirrwarr mit vier Söhnen            | 05.11.1965       |
| 2     | Die merkwürdige Familienbraut       | 12.11.1965       |
| 3     | Mutters Geburtstag                  | 19.11.1965       |
| 4     | Wochenende mit Conny                | 26.11.1965       |
| 5     | Karin II haut ab                    | 03.12.1965       |
| 6     | Plätzchen für Kätzchen              | 10.12.1965       |
| 7     | Eine Stewardess kommt selten allein | 17.12.1965       |
| 8     | Freddy zieht aus                    | 31.12.1965       |
| 9     | Claude im Karpfenteich              | 07.01.1966       |
| 10    | Zimmer zu vermieten                 | 14.01.1966       |
| 11    | Hat Thomas „Familie“?               | 21.01.1966       |
| 12    | Gisela steht Modell                 | 28.01.1966       |
| 13    | Thomas macht sich fit               | 04.02.1966       |

## Produktionsnotizen
Die einzelnen Episoden wurden jeweils freitags von 18.55 bis 19.25 Uhr im ZDF ausgestrahlt. Regie führte Wolfgang Bellenbaum.